# Юйху
Юйху́ (кит. упр. 雨湖, пиньинь Yǔhú) — район городского подчинения городского округа Сянтань провинции Хунань (КНР).

## История
В 1949 году был образован Специальный район Чанша (长沙专区), состоящий из 8 уездов, власти которого разместились в уезде Сянтань. В 1950 году урбанизированная часть уезда Сянтань была выделена в отдельный город Сянтань. В 1953 году Сянтань стал городом провинциального подчинения, но в 1958 году вернулся под юрисдикцию властей Специального района Сянтань.
В 1970 году Специальный район Сянтань был переименован в Округ Сянтань (湘潭地区).
Постановлением Госсовета КНР от 20 февраля 1980 года город Сянтань был выведен из состава округа и подчинён напрямую властям провинции; сам город был при этом разделён на 5 районов.
Постановлением Госсовета КНР от 8 февраля 1983 года был расформирован округ Сянтань, а уезды Сянтань и Сянсян вместе с расформированным городом Сянтань образовали городской округ Сянтань.
В 1992 году были упразднены старые 5 районов городского округа Сянтань, а вместо них эта территория была разделена по реке Сянцзян на районы Юйху и Юэтан.

## Административное деление
Район делится на 12 уличных комитетов, 3 посёлка и 2 волости.